# Visby
Visby je grad u švedskoj županiji Gotland čije je i središte. On je jedino naselje koje ima status grada na otoku, te je i sjedište biskupije. Visby ima najbolje sačuvanu sredjovjekovnu jezgru u Skandinaviji. Od znamenitosti ističu se 3.6 km duge gradske zidine iz 12. stoljeća, tzv. "Prsten zidova" (Ringmuren) koji okružuje stari grad s ruševinama crkve. Zbog toga je od 1995. godine grad Visby upisan na UNESCO-ov popis mjesta svjetske baštine u Europi.
Ime mu je složenica od starogermanske riječi Vi ("svetište") i by ("grad"), te znači "Grad kod svetišta".
Danas su vodeće gospodarske grane u gradu turizam, uslužne djelatnosti i industrija. U gradu djeluje zračna luka Visby, a dnevne trajektne luke ga povezuju s Nynäshamnom i Oskarshamnom na kopnu.

## Povijest
Lokalitet grada je bio naseljen još od kamenog doba, a srednjovjekovni grad je nastao oko finske luke Almedalen početkom 12. stoljeća. U 13. stoljeću Visby je procvjetao zahvaljujući trgovini s njemačkim trgovačkim gradovima Hanze i tada su podignute njegove gradske zidine, većina crkava i veliki broj stambenih kuća. God. 1288. izbio je rat izeđu Visbyja i seoskih gospodarstava na otoku Gotlandu, nakon čega je cijeli otok potpao pod gradsku vlast. 
God. 1361. zauzeo ga je danski kralj Valdemar IV., te su ga opustošili švedski pirati (Viktualno bratstvo) 1391., 1394. i 1398. godine. Teutonski vitezovi su vladali Visbyjem i cijelim Gotlandom od 1398. – 1408. godine. God. 1411. Erik Pomeranski je izgradio utvrdu Visborg gdje je proveo 12 godina, tijekom kojih je grad postao leglo pirata, a trgovina je potpuno prestala., 
Visby je dugo bio vodećim gradom sjeveroistočne obale Švedske, ali je koncem srednjeg vijeka počeo gubiti svoju važnost. Tijekom druge polovice 15. stoljeća Visby je bio sjedište šerifa danskog okruga i od 1470. je grad ponovno pristao uz Hanzu, ali se sukobio s vodećim gradom hanzeatske lige, Lübeckom, koji ga je potpuno zapalio1525. godine, uključujući sve crkve osim katedrale. God. 1645., nakon 300 godina danske vlasti, cijeli je Gotland pripao Švedskoj.
Grad je, zajedno s ostatkom otkoa, dugo stagnirao i tek je početkom 19. stoljeća dobio modernu trgovačku luku. Tada ga je na nekoliko mjeseci 1808. godine okupirala Rusija, ali ga je vratila mirnim putem Švedskoj. U 20. stoljeću se grad značajno proširio izvan gradskih zidina, uključujući stambenu i industrijsku zonu, te vojni garnizon.

## Znamenitosti
Starogradsko područje je okruženo zidinama srednjovjekovnog grada iz 13. stoljeća koji je znatno izmijenjen u 14. stoljeću. Od gradskih vrata na sjeveru, istoku i jugu vodi cesta (vjerojatno prapovijesnog podrijetla) od litice do luke, dajući Visbyju njegovu karakterističnu panoramu. Današnji oblik grada uglavnom potječe iz 13. stoljeća, s nepravilno postavljenim ulicama koje se na mjestima odjednom proširuju ili sužavaju. Sličan uzorak ulica je postojao u srcu grada u vikinška vremena i još uvijek se može pratiti u današnjem planu. 
Srednjovjekovni Visby ima više crkava nego bilo koji drugi grad u Švedskoj, petnaest unutar zidova i dvije izvan koje su imale različite funkcije: Župna crkve, cehovske crkve, samostanske crkve i hospicijske crkve. Također postoji i preko 200 profanih zgrada s bitnim elementima srednjovjekovnih elemenata. One su relativno slična oblika i veličina: pravokutnog tlocrta, sa zabatom prema ulici, visine pet do sedam metara. Gornji katovi su često nadsvođeni kamenom kao mjera zaštite od požara. Dekoracije se rijetko koriste i uglavnom su ograničene na kutove zidova, zabate krovova i dovratnike. Glavni konstrukcijski materijal je vapnenac s ukrasnim elementima od opeke i crijepom popločanim krovovima. Najbolje očuvana i najkompletnija srednjovjekova građevina je skladište "Stare ljekarne" (Gamla apoteket) na Strandgatanu s nadsvođenim sobama na donjim i gornjim katovima, podrumskim zahodom, srednjovjekovnim bunarom i originalnim ukrasima oko vrata, prozora i otvora. Ostale značajne građevine su von Lingenova kuća na Sv Hansgatanu i brojne kuće u uskim ulicama koje vode do luke. Stara rezidencija i Burmeister kuća na Strandgatanu iz sredine 17. st. imaju bogato oslikane unutrašnjosti. 
U istočnom dijelu grada, unutar zidina i ispod litice, nalaze se srednjovjekovni povrtnjaci izgrađeni tijekom 1740-ih s malim drvenim kućama od horizontalnih dasaka, koje su preživjele netaknute; kao i kuće u švedskom tradicijskom stilu s kraja 18. stoljeća, sagrađene na mjestu Visborgskog dvorca kojega su Danci digli u zrak kada su napustili otok u kasnom 17. stoljeću. Od novogradnje u kamenu su u 19. stoljeću dodani: škole, bolnice i zatvor te brojni mali dućani na jednoj od glavnih ulica.
- Stari grad Almedalen
- Gospina katedrala
- Križ Valdemara IV.
- Ruševine Crkve sv. Nikole iz 13. st.
- Toranj baruta
- Model utvrde Visborg
- Ribarska aleja (Fiskargränd)
- Stara ljekarna
- Kuća u ul. Sv. Hansgatana
- Drvena kuća izvan zidina

## Stanovništvo
Prema podacima o broju stanovnika iz 2005. godine u gradu živi 22.236 stanovnika.

### Slavni stanovnici
- Christopher Polhem, izumitelj
- Matthias Sunneborn, atletičar i državni prvak u skoku u dalj
- Håkan Loob, igrač hokeja
- Thomas Lövkvist, biciklist
- Grave,  death metal-sastav

## Vanjske poveznice
- Turističke informacije o županiji
- Informacije o gradu  Arhivirana inačica izvorne stranice od 30. lipnja 2012. (Wayback Machine)

### Ostali projekti
|  | Zajednički poslužitelj ima još gradiva o temi Visby |